# Maksymilianów (powiat węgrowski)
Maksymilianów – wieś w Polsce położona w województwie mazowieckim, w powiecie węgrowskim, w gminie Korytnica. Ma status sołectwa.
W latach 1975–1998 miejscowość należała administracyjnie do województwa siedleckiego.
Wierni Kościoła rzymskokatolickiego należą do parafii Matki Bożej Częstochowskiej w Kątach.